# Coyutla (municipalité)
La  municipalité de Coyutla est l'une des 212 municipalités de l'État de Veracruz, et est située dans la partie nord de cet État. Située à l'ouest du golfe du Mexique, elle se trouve à cheval entre les bassins versants des fleuves Río Tecolutla au sud, et Río Cazones au nord, dans un secteur vallonné de la Sierra de Papantla, à l'est du massif de la Sierra Madre orientale. Elle est limitrophe au nord et au nord-ouest de l'État de Puebla. Son chef-lieu est la ville éponyme de Coyutla. Elle dépend de la région administrative de Totonaca, du nom du peuple des Totonaques qui y habite, et est une des 10 subdivisions administratives de l'État de Veracruz.

## Géographie
La municipalité de Coyutla s'étend du sud au nord entre les bassins versants des fleuves Río Tecolutla au sud, et Río Cazones au nord. Elle prend appui au sud sur la rivière Río Ajajalpan, affluente de la rivière Río Necaxa, qui la traverse également au sud. Le Río Necaxa est l'une des deux rivières donnant naissance, à sa confluence avec le Río Apulco, au fleuve Río Tecolutla, plus à l'est. Un peu plus au nord se trouve la rivière Miahuapan, affluente du Río Necaxa. La municipalité prend appui au nord sur le fleuve Río Cazones, qui y forme sa limite administrative. Assise en un secteur vallonné de la Sierra de Papantla, qui annonce le massif de la Sierra Madre orientale plus à l'ouest, son altitude oscille entre 80 et 600 mètres. Son chef-lieu, la ville éponyme de Coyutla, se trouve sur les confins sud-ouest de son territoire. Ce territoire couvre une superficie de 234,7 km2, et était peuplé en 2020 de 23 096 habitants, pour une densité de 98,4 habitants par km2.
Cette municipalité est limitrophe au nord et au nord-ouest, dans l'État de Puebla, de celles de Venustiano Carranza, de Jalpan, de Xicotepec et de Zihuateutla, à l'ouest et au sud-ouest, dans l'État de Veracruz, de celles de Coahuitlán, de Filomeno Mata et de Mecatlán, au sud de celles de Chumatlán et de Coxquihui, et à l'est de celles d'Espinal et de Coatzintla.

## Composition et démographie
La municipalité était composée en 2020 de 35 localités, dont une seule était considérée comme urbaine, les autres étant rurales.
| Localité            | Population |
| ------------------- | ---------- |
| Coyutla             | 9113       |
| Las Lomas           | 1986       |
| La Chaca            | 1813       |
| Colonia Guadalupe   | 1484       |
| El Panorama         | 1191       |
| Reste des localités | 7509       |
| Total population    | 23 096     |

En plus de l'espagnol, plusieurs langues amérindiennes sont parlées dans la municipalité, dont les principales sont par ordre d'importance : le totonaque, dans une moindre mesure le nahuatl et l'otomí, les autres langues étant très marginales.

## Histoire
En 1894, la municipalité de Coyutla absorbe celle de Chicualoque, située au nord.

## Économie

### Agriculture et élevage
La superficie des parcelles semées représentait en 2021 une surface totale de 6687,5 hectares, parmi lesquels 5578,5 hectares étaient voués à la culture du maïs, 953 hectares étaient voués à la culture du caféier, et 137 hectares étaient voués à celle de l'orange.
En 2021, la production de viande par tonnes comprenait 582,5 tonnes de viande bovine, 258,2 tonnes de viande porcine, 13,5 tonnes de viande ovine, 65,9 tonnes de volailles, et 5,3 tonnes de dinde. La superficie vouée à l'élevage représentait alors 28 480 hectares.